# ヒレル・ファステンバーグ
ヒレル・ファステンバーグ（ヘブライ語: הלל (הארי) פורסטנברג ドイツ語: Hillel Furstenberg 1935年9月29日 - ）はイスラエルの数学者。全米科学アカデミーの会員。

## 業績
数論やリー群の他、確率論やエルゴード理論の研究でも知られる。研究者になってすぐ、素数の無限性をトポロジーを使って証明し注目を集めた。彼は1970年代初頭に、双曲線リーマン面上のホロサイクルの固有のエルゴード性を証明した。1977年には、Szemerédi理論をエルゴード理論に基づいて再構築し、証明した。リーマン対称空間上のファステンバーグ境界やファステンバーグコンパクト化は彼の名前に由来している。

## 生い立ち
ベルリンで生まれ、すぐにアメリカ合衆国に移住した。イェシーバー大学で1955年に修士号をとった。博士号は1958年にプリンストン大学のSalomon Bochnerの下で得た。ミネソタ大学で研究を行った後、1965年にヘブライ大学の数学の教授となった。

## 受賞
- ロスチャイルド賞 1977年
- イスラエル賞 1993年
- ハーヴェイ賞 1993年
- ウルフ賞数学部門 2006/7年
- アーベル賞 2020年